# لا دونا غرافيدا
لا دونا غرافيدا هي لوحة زيتية رسمها رفائيل في عام 1506 - 1507، اللوحة حالياً معروضة في قصر بيتي بمدينة فلورنسا.
تصوّر اللوحة امرأة حامل تجلس ويدها اليسرى مستندة إلى بطنها. كانت اللوحات التي تصوّر نساءً حوامل نادرة في فترة عصر النهضة.

## تاريخ
ذُكر هذا العمل لأول مرة في جرد مبكر من القرن الثامن عشر لقصر بيتي (Palazzo Pitti)، كعمل لفنان مجهول. وفي عام 1813، نقل إلى خزانة الدوق الأكبر في معرض أوفيزي (Uffizi)، قبل أن يعود مرة أخرى إلى قصر بيتي ليحل محل عدة أعمال سُرقت من قِبل الفرنسيين. وفي جرد عام 1815، نُسب العمل إلى إنوتشينزو دا إيمولا (Innocenzo da Imola)، بينما سُجل مرة أخرى في جرد عام 1829 كعمل لفنان غير معروف. وقد نُسب لأول مرة إلى رافائيل في عام 1839، ويُعتبر الآن بشكل شبه إجماعي من أعمال هذا الرسام الأومبري، باستثناء مؤرخ الفن الإيطالي في القرن التاسع عشر جيوفاني باتيستا كافالكاسيلّي، الذي نسبه إلى ريدولفو دل غيرلاندايو (Ridolfo del Ghirlandaio).
هوية المرأة المصوّرة في اللوحة محل خلاف؛ فقد تكون من عائلة بوفاليني (Bufalini) من مدينة تشيتا دي كاستيلو (Città di Castello)، أو إميليا بيا دا مونتيفيلترو (Emilia Pia da Montefeltro)، نظرًا للتشابه مع لوحة "بورتريه إميليا بيا دا مونتيفيلترو" الموجودة حاليًا في متحف بالتيمور للفنون في الولايات المتحدة.